# Shrek 4-D
Shrek 4-D ist ein im Jahre 2003 von DreamWorks animierter Kurzfilm, der eine Fortsetzung des ersten Teiles Shrek – Der tollkühne Held darstellen soll.

## Handlung
In dem 12-minütigen Film wird dargestellt, wie Shrek, Fiona und Esel auf dem Weg in die Flitterwochen sind. Dabei werden sie von Lord Farquaards Handlanger Thelonius überfallen.
Thelonius entführt Prinzessin Fiona und flüchtet mit ihr in einen Zauberwald. Shrek und Esel nehmen in ihrer Zwiebel-Kutsche sofort die Verfolgung auf.
Doch auf einem Friedhof erscheint der Geist des rachsüchtigen Lord Farquaard. Eine Schlacht entbrennt und zwingt die frisch Vermählten, sich in einen 1000 Fuß tiefen Wasserfall hinabzustürzen. Doch sie werden von dem feuerspeienden Drachen gerettet, der einen großen Feuerball auf Lord Farquaard spuckt und ihm endgültig den Gar ausmacht.
Sie fliegen ohne Thelonius (der in keinem weiteren Film der Shrek-Reihe je wieder aufgetreten ist) zum Hotel „Honeymoon“. Als Shrek die Sekt-Korken knallen lässt, schießt er die Fee mit einem Korken weg und der animierte Vorhang fällt zu.

## Besonderheiten
Bei einer Friedhofsszene wirft Esel einen Grabstein um, der die Form des Eies Humpty Dumpty hat. Dieser hat eine Nebenrolle im 2011 erschienenen Film Der Gestiefelte Kater.
Der Film wird in den Universal Studios Japan und Singapore gezeigt. Bis zum 14. August 2017 wurde er in den Universal Studios Hollywood und bis zum 10. Januar 2022 in den Universal Studios Florida gezeigt. Bis zum Ende der Saison 2011 wurde er ebenfalls im Movie Park Germany bei Bottrop-Kirchhellen gezeigt.
Im Movie Park Germany wurde der Film im Roxy-4D-Kino gezeigt. Dabei wurde mit viel Technik gearbeitet: So wurde mit Wassereffekten, pneumatischen Sitzrängen, Lichteffekten – wie Moving Heads und Stroboskopen – sowie mit Wind gearbeitet. Zur Projektion wurden zwei digitale Projektoren, die mit linearer Polarisationstechnik arbeiten, verwendet.
Des Weiteren war dies der einzige Film, in dem Shrek nicht von Sascha Hehn, sondern von dem deutschen Synchron-Sprecher Ingo Albrecht gesprochen wurde.
Der Film wurde in Dolby Digital 5.1 abgemischt und veröffentlicht.
Dies ist der einzige Shrek-Film, der das Kino-Seitenvehältnis  2,35:1 besitzt. Alle anderen Filme (außer „Für immer Shrek“, der das Seitenverhältnis 2,40:1 (21:9) besitzt) haben das gängige Format 1,78:1 (16:9).
Es gibt keine Blu-ray bzw. 3D-Blu-Ray des Filmes, obwohl der Film bei Dreamworks und in den jeweiligen Kinos in 1080p HD oder sogar 4k vorliegen soll. Es gibt ihn jedoch nur in SD-Auflösung auf DVD in Verbindung mit dem ersten Teil oder in Verbindung mit dem ersten und zweitem Teil. In 3D ist der Film dann nur mit anaglyphen, also Rot-Blau-Brillen, anzusehen; 3D-Brillen wurden beigelegt.
Im Movie Park Germany wurde am Ende des Filmes eine Rock-Coverversion von „Sugar Honey Honey“ gespielt. Auf der DVD hingegen wird der Abspann ohne jene musikalische Untermalung eingeblendet.